# While Paris Sleeps
While Paris Sleeps (1923) é um filme norte-americano baseado no romance The Glory of Love de Leslie Beresford (conhecida como Pan), dirigido por Maurice Tourneur e estrelado por Lon Chaney e John Gilbert. Foi filmado em 1920, mas não lançado até 1923. O filme é presumidamente considerado perdido.